# Monumento de Riverdale
El Campanario Conmemorativo Riverdale-Spuyten Duyvil-Kingsbridge o Monumento de Riverdale es una torre conmemorativa en Bell Tower Park ubicada en la sección Riverdale del Bronx en Nueva York (Estados Unidos). Se completó el 17 de septiembre de 1930 para conmemorar a los veteranos de la Primera Guerra Mundial de los barrios de Riverdale, Spuyten Duyvil y Kingsbridge. La placa adjunta al monumento enumera los nombres de las residencias de Riverdale, Spuyten Duyvil y Kingsbridge que sirvieron en la Primera Guerra Mundial. En 1936, se movió 213 m al sur para dejar espacio para Henry Hudson Parkway, que ahora se encuentra adyacente. Fue incluido en el Registro Nacional de Lugares Históricos el 3 de enero de 2012. 

## Descripción
El parque Bell Tower Park debe su nombre a la prominente torre de 500 toneladas y la campana española del sitio, fundidas en 1762 para un monasterio mexicano. Esta fue capturada por el general Winfield Scott durante la Intervención estadounidense en México de finales de los años 1840, y su primera ubicación fue en el Jefferson Market del Greenwich Village.
El monumento de 15 m de altura y 5 m de ancho está ubicado en la calle West 239th entre Riverdale Avenue y Henry Hudson Parkway. Fue diseñado por Dwight James Baum para Riverdale American Legion Post y construido por John Zambetti, Inc. Está hecho de piedra de campo y piedra caliza de Indiana y se estima que pesa 500 t.
En la torre hay una campana española de 1762 que había sido hecha para un monasterio mexicano. El general Winfield Scott capturó esta campana durante la Guerra Mexicana y la trajo de vuelta a la ciudad de Nueva York, donde residía en el mercado de Jefferson y en una estación de bomberos de Riverdale antes de instalarla en la torre recién construida.